# اچ‌ام‌اس سی‌لارک (۱۸۰۶)
اچ‌ام‌اس سی‌لارک (۱۸۰۶) (به انگلیسی: HMS Sealark (1806)) یک کشتی بود که طول آن ۵۶ فوت ۴ اینچ (۱۷٫۲ متر) بود. این کشتی در سال ۱۸۰۶ ساخته شد.